# Transformers: Dark of the Moon
Transformers: Dark of the Moon (bra: Transformers: O Lado Oculto da Lua; prt: Transformers 3) é um filme em live-action estadunidense de 2011, dos gêneros ação e ficção científica, dirigido por Michael Bay.

## Sinopse
Sam acaba de se formar na faculdade e agora procura emprego, mas terá que enfrentar, novamente, as ameaças de Megatron e seus aliados, numa batalha que começou na década de 1960 com a corrida à Lua. Para esse desafio, contará com o apoio de Optimus e dos outros autobots, além de sua nova namorada.

## Elenco
- Shia Labeouf como Samuel (Sam) James Witwicky
- Rosie Huntington-Whiteley como Carly Spencer
- Josh Duhamel como Tenente-Coronel William Lennox
- John Turturro como Seymour Simmons
- Tyrese Gibson como Robert Epps
- Pete Cullen como Optimus Prime
- Patrick Dempsey como Dylan Gould
- John Malkovich como Bruce Brazos
- Ken Jeong como Jerry Wang
- Kevin Duhn como Ron Witwicky
- Julie White como Judy Witwicky
- Hugo Weaving como Megatron
- Leonard Nimoy como Sentinel Prime

## Produção

### Desenvolvimento
Em 1 de outubro de 2009, Michael Bay revelou que Transformers: Dark of the Moon ia entrar na fase de produção, e seu lançamento anunciado para a data 1 de julho de 2011, ao invés de 2012.  Devido ao interesse revivido em tecnologia 3D, trazido pelo sucesso de Avatar, conversações entre Paramount, ILM e Bay tinham considerado a possibilidade de o próximo Transformadores filme que está sendo filmado em 3-D, e os testes foram realizados para trazer a tecnologia no trabalho de Michael Bay. Bay originalmente não estava muito interessado no formato como ele sentiu que não encaixava seu "estilo agressivo" do cinema, mas ele estava convencido depois de conversar com Avatar diretor James Cameron, que, inclusive, ofereceu a equipe técnica do filme. Michael Bay foi fazer os testes com as pesadas câmeras de 3D estereoscópico (a tecnologia usada em Avatar), mais desistiu da ideia, alegando que as câmeras não suportavam seu ritmo de filmagem. Mais tarde foi convencido pelo estúdio e iniciou as filmagens em 3D, sem conversões de 2D para 3D.

### Filmagens
A preparação para as filmagens começaram em 7 de abril de 2010, no norte de Indiana, As filmagens principais começaram  em 18 de maio de 2010, com locações, incluindo Chicago, Flórida, e Moscou. As primeiras seis semanas foram gastas em Los Angeles, As próximas quatro semanas foram em Chicago. Locais filmadas em Chicago foram: LaSalle Street , Avenida Michigan e ao redor da Torre Willis. As cenas filmada na Avenida Michigan contou com uma quantidade substancia de dublês. O final de setembro a produção mudou para a Flórida, pouco antes do lançamento do Space Shuttle missão STS-133. Algumas cenas tendo que ser apenas gravadas em 2D e convertidas posteriormente.

### Música
Mais uma vez, Linkin Park terá uma música na saga de filmes Transformers. Desta vez será a canção "Iridescent" do álbum A Thousand Suns. Além do Linkin Park, a trilha sonora tem participações das bandas Black Veil Brides, My Chemical Romance, The Goo Goo Dolls e uma versão remixada da canção "Awake and Alive" da banda Skillet, entre outros. A banda Paramore também está na trilha sonora com a canção "Monster", lançada no site oficial do grupo dia 3 de Junho de 2011. O álbum foi lançado oficialmente em 14 de junho de 2011.

## Recepção

### Critica
Dark of the Moon recebeu criticas mistas para negativas dos especialistas. A Rotten Tomatoes deu um parecer de 36% de aprovação baseado em 100 reviews. Muitos elogios foram feitos aos efeitos especiais e as sequência em 3D, mas muitas criticas negativas foram feitas aos atores e ao roteiro; o Rotten Tomatoes deu ao filme um percentual de 38% baseado em 203 reviews e deu uma nota de 4.9/10, dizendo que "Os Efeitos especiais — e as cenas em 3D — são muito impressionantes mas não são o suficiente para cobrir as falhas, o timing ruim ou, o que estragou tudo, o roteiro mal escrito".
O site brasileiro Omelete classificou o filme como impressionante, deslumbrante e burro, dizendo que "de qualquer maneira, visualmente, Transformers 3 é o filme mais impressionante desde Avatar. Na coreografia da guerra particular de Bay, explosões reais e tridimensionais acontecem simultaneamente, enquanto exércitos se chocam em um espaço impossível de ser discernido como real ou imaginário, no que dá a impressão de ser o filme mais caro já feito, tamanha a sua qualidade. Explosivo e deslumbrante, mas burro. Muito burro".

### Bilheteria
Transformers 3 bateu vários recordes de bilheteria, e alcançou no dia 2 de agosto de 2011 a marca de 1 bilhão sendo o único dos três filmes a alcançar tal meta, mesmo como críticas negativas e o público com opinião dividida. O filme foi o 10º filme a atingir 1 bilhão de dólares. Hoje é a trigésima maior bilheteria da história. Passou os filmes The Lord of the Rings: The Return of the King, Pirates of the Caribbean: On Stranger Tides, Toy Story 3 e Pirates of the Caribbean: Dead Man's Chest.

### Indicações
Apesar das opiniões mistas da crítica sobre Transformers: Dark of the Moon, o filme teve três indicações aos Academy Awards (Oscar), sendo todas categorias secundárias. As indicações são de Melhores Efeitos Visuais, Melhor mixagem de Som e Melhor edição de Som. Em todas as categorias em que Transformers: O Lado Oculto da Lua foi indicado, o filme Hugo venceu.

## Sequência
Lorenzo di Bonaventura, produtor dos três primeiros filmes da série, anunciou em 13 de janeiro de 2012, que o filme Transformers 4 será lançado nos Estados Unidos em 29 de junho de 2014.
Michael Bay tem sido o porta-voz das noticias sobre a continuação do filme e segundo ele, Transformers 4 será o último filme da franquia. Em uma recente entrevista concedida ao jornal estadunidense Los Angeles Times, o diretor declarou: "Não será um reinício, esta é uma palavra errada". "Não quero dizer que é um reinício porque senão as pessoas acharão que será igual a O Espetacular Homem-Aranha, começando do zero. Iremos aproveitar a história que você já viu nos demais filmes, mas iremos em uma nova direção. Não iremos abandonar o que já aconteceu". Além disso, o diretor revelou um pouco sobre enredo, dizendo que o longa se passará no espaço, e também que pretende ter um orçamento menor, em relação aos filmes anteriores da série. Michael Bay disse: "Nosso objetivo é cortar cerca de US$ 30 milhões". O longa anterior, Transformers: Dark of the Moon, teve um orçamento de US$ 195 milhões.